# Торрес, Хайро
Иан Хайро Мисаэль Торрес Рамирес (исп. Ían Jairo Misael Torres Ramírez; род. 5 июля 2000, Гвадалахара, Мексика) — мексиканский футболист, нападающий клуба «Хуарес».

## Клубная карьера
Торрес — воспитанник клуба «Атлас». 20 ноября 2016 года в матче против «Чьяпаса» он дебютировал в мексиканской Примере, заменив во втором тайме Родольфо Салинаса.
19 февраля 2022 года было объявлено о переходе Торреса в клуб MLS «Чикаго Файр» в качестве молодого назначенного игрока. Контракт сроком до конца сезона 2025 вступил в силу 1 мая. В высшей лиге США он дебютировал 14 мая в матче против «Цинциннати», заменив на 71-й минуте Криса Мюллера.

## Международная карьера
В 2017 году в составе юношеской сборной Мексики Торрес выиграл юношеский чемпионат КОНКАКАФ в Панаме. На турнире он сыграл в матчах против команд Сальвадора, Ямайки, Панамы, Коста-Рики и дважды США. В поединках против ямайцев и панамцев Хайро забил три гола.
В том же году Торрес принял участие в юношеском чемпионате мира в Индии. На турнире он сыграл в матчах против команд Ирака, Англии, Чили и Ирана.
За сборную Мексики Торрес дебютировал 2 октября 2019 года в товарищеском матче со сборной Тринидада и Тобаго, выйдя на замену после перерыва между таймами вместо Хесуса Рикардо Ангуло.

## Достижения
Командные
 Мексика (до 17)
- Юношеский чемпионат КОНКАКАФ — 2017